# Coniopteryx (Scotoconiopteryx) fumata
Coniopteryx (Scotoconiopteryx) fumata is een insect uit de familie van de dwerggaasvliegen (Coniopterygidae), die tot de orde netvleugeligen (Neuroptera) behoort. 
Coniopteryx (Scotoconiopteryx) fumata is voor het eerst wetenschappelijk beschreven door Enderlein in 1907.